# Nicola Samorì
Nicola Samorì (geboren 1977 in Forlì) ist ein italienischer Maler und Bildhauer.

## Leben und Wirken
Samorì machte seinen Abschluss an der Accademia di Belle Arti di Bologna und lebt in Bagnacavallo. Seine Werke sind durch eine zeitgenössische Interpretation der italienischen Malerei des 16. und 17. Jahrhunderts (Barockmalerei) gekennzeichnet. Dabei kommen in dunkel gehaltenen Barock-Ölbildern plastische, skulptive und korrosive Techniken zum Einsatz.

## Ausstellungen
Werke von Samori wurden 2015 im italienischen Pavillon auf der Biennale di Venezia in Venedig ausgestellt. Weiterhin sind seine Werke dauerhaft in der Taylor Art Collection in Denver vertreten.

## Werke (Auswahl)

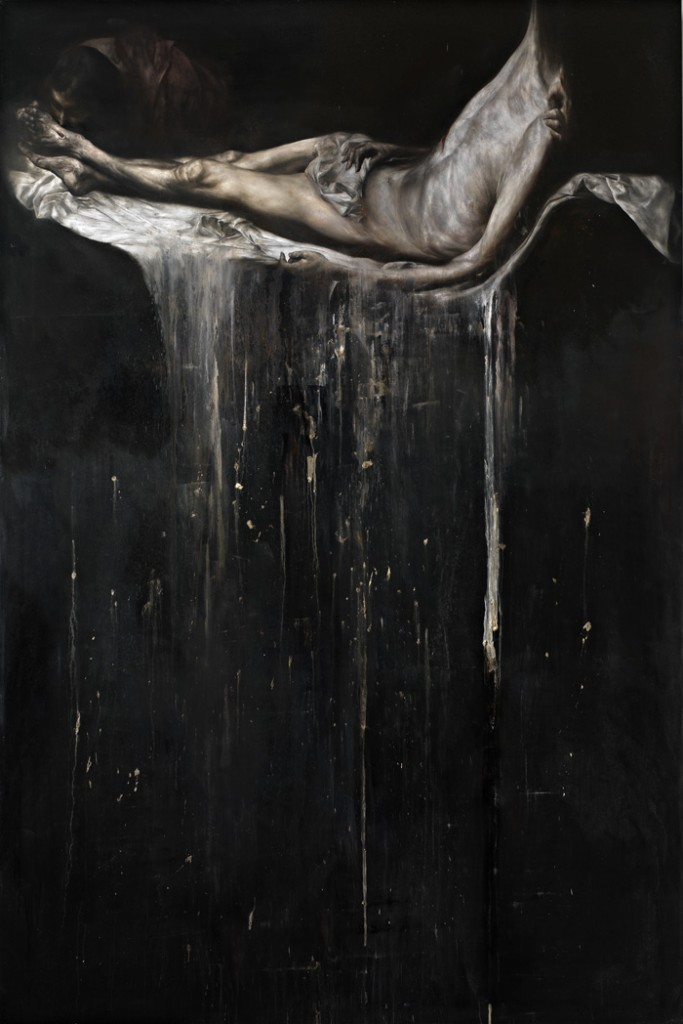
Rupture, 2009
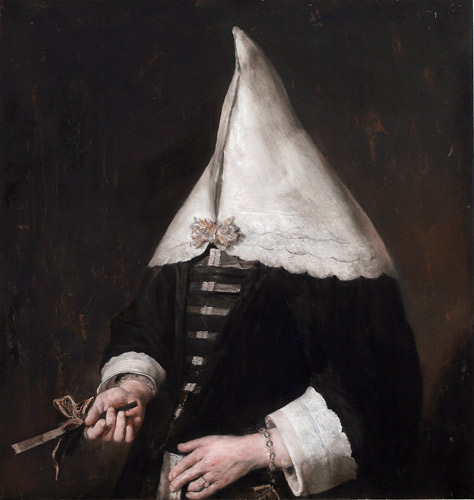
J.V., 2009